# Palacio de Justicia del Condado de Allegheny
El Palacio de Justicia del Condado de Allegheny (en inglés, Allegheny County Courthouse) es un edificio institucional situado en el centro de Pittsburgh, la segunda ciudad más poblada de Pensilvania (Estados Unidos). Es parte de un complejo (junto con la antigua Cárcel del Condado de Allegheny) diseñado por Henry Hobson Richardson para el condado de Allegheny. Los edificios están considerados entre los mejores ejemplos del estilo neorrománico por el que Richardson es bien conocido.
El complejo está rodeado por amplias vías que llevan el nombre de los fundadores de la ciudad, James Ross (Ross Street), John Forbes (Forbes Avenue) y James Grant (Grant Street). El edificio actual, terminado en 1888, fue designado Monumento Histórico Nacional en 1976. Richardson más tarde se refirió a él como su "gran logro".

## Estructuras tempranas

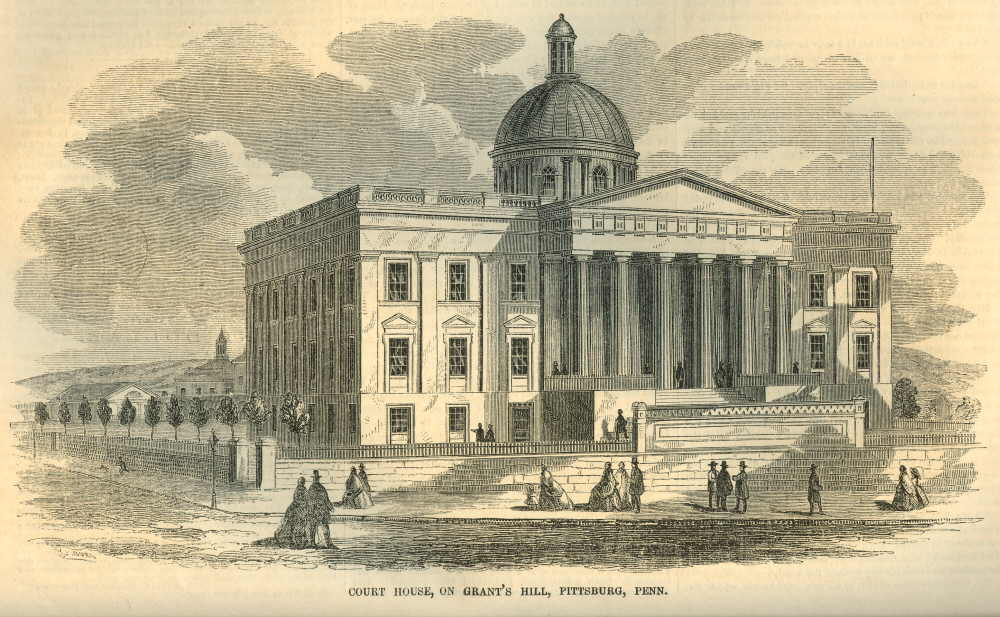
Segundo Palacio de Justicia, Pittsburgh, en 1857. Este palacio de justicia fue arruinado por un incendio en 1882.

El palacio de justicia original de Pittsburgh, ocupado por primera vez en 1794, era una edificación de madera ubicada en un lado de Market Square. La Corte Suprema de Pensilvania, y desde el 7 de diciembre de 1818 hasta 1841, el Distrito Occidental de Pensilvania también celebraron sesiones judiciales en Market Square.
En abril de 1834 se adquirió un terreno para un nuevo palacio de justicia. Se trataba de un terreno en la esquina de Forbes Avenue y Grant Street, en Grant's Hill. La construcción tuvo lugar entre 1836 y 1840. Ese palacio de justicia fue construido con arenisca gris pulida, extraída de Coal Hill (actual monte Washington), frente a Water Street a lo largo del río Monongahela. El edificio fue diseñado por John Chislett. El diseño neogriego incluía una cúpula abovedada que albergaba una rotonda de 18,3 m de diámetro y 24,4 m de alto. 
El edificio se completó en 1841. El segundo piso del edificio volvió a ser la sede de la región de Pittsburgh de la Corte Suprema de la Commonwealth y del Distrito Federal Occidental, sirviendo a este último hasta que se abrió en 1853 una nueva Oficina de Correos/Aduanas en la Quinta Avenida y Smithfield. Debido a la corrosión causada por el humo del carbón, el edificio se deterioró: la superficie revestida de la fachada se desprendió, algunas de las cornisas cercanas al techo comenzaron a caer y el edificio tenía un aspecto escamoso. Incluso en su estado deteriorado, era un edificio hermoso. El 7 de mayo de 1882 se produjo un incendio que arruinó el edificio. Posteriormente, fue demolido. El tercer y actual palacio de justicia se erigió en el mismo lugar.

## Edificio actual
Tras la destrucción del segundo palacio de justicia, los comisionados del condado de Allegheny organizaron un concurso para diseñar uno nuevo que lo sustituyese. El ganador del concurso fue el arquitecto de Boston Henry Hobson Richardson y la construcción de los edificios fue iniciada por Norcross Brothers, la empresa de construcción elegida por Richardson, en 1884. La primera piedra del edificio se colocó el 13 de octubre de 1884.
El diseño del edificio principal, que Richardson consideraba el mejor, fue innovador en el sentido de que el edificio fue construido alrededor de un patio interior, lo que permitía que la luz natural y el aire fresco llegasen a la mayor parte del mismo. El patio está rodeado por cuatro pisos en tres de los lados. Una torre se eleva cinco pisos desde el lado abierto del patio. Como solía ser el caso de los edificios de Richardson, la cubierta es empinada con buhardillas colocadas en todas las esquinas.
Una prisión está conectada al palacio de Justicia a través del Puente de los Suspiros, con diseño inspirado en el Puente de los Suspiros veneciano. Todo el conjunto fue construido con grandes bloques rústicos de granito, con las entradas y ventanas rematadas con amplios arcos. Eso le da al edificio un aspecto pesado, estable y digno.
En la década de 1900, el nivel de la calle frente al edificio se redujo como parte de una recalificación general de Pittsburgh. Richardson había anticipado esto y las hileras de mampostería terminada habían sido enterradas bajo tierra, ahora para ser reveladas. Desafortunadamente, eso dejó la entrada ceremonial a un piso completo por encima de la calle. Se construyó una gran escalera, pero se eliminó durante el ensanchamiento de la calle en la década de 1930; las puertas de arco bajo se extendieron hacia abajo hasta el nivel de la calle, con el resultado de que el visitante no es recibido por el gran vestíbulo de entrada planificado por Richardson, sino por los pasillos bajos que fueron una vez el sótano.
El muralista Vincent Nesbert completó cinco murales para el edificio en su primer piso en 1937: Industria, Justicia, Paz, Fort Duquesne y La batalla de Grant's Hill.
En 1973, el edificio fue incluido en el Registro Nacional de Lugares Históricos. En 1976, fue designado Monumento Histórico Nacional. 

## Legado e impacto
El diseño del Allegheny County Courthouse ha influido en los edificios de muchas ciudades de Norteamérica, como el Ayuntamiento de Toronto, Ayuntamiento de Mineápolis el Milwaukee Federal Building, Altgeld Hall en el campus de la Universidad de Illinois en Urbana-Champaign y el Wayne County Courthouse James W. McLaughlin en Richmond.
En 2007, el Instituto Americano de Arquitectos pidió a Harris Interactive que encuestara a 2000 personas, a quienes se les mostraron 247 fotografías de edificios y otras estructuras en diferentes categorías elegidas por 2500 arquitectos. El Allegheny County Courthouse ocupó el 35.º puesto en general en la lista y por encima de todos los demás tribunales de la nación, excepto el Edificio de la Corte Suprema.

## En la cultura popular
Varias películas de gran presupuesto han retratado el Allegheny County Courthouse. Striking Distance y Hoffa usaron principalmente tomas interiores, mientras que Medidas desesperadas y The Next Three Days usaron tomas interiores y exteriores, con Boys on the Side y Mrs. Soffel con el lado de Ross Street del complejo y el "Puente de los Suspiros".

## Galería

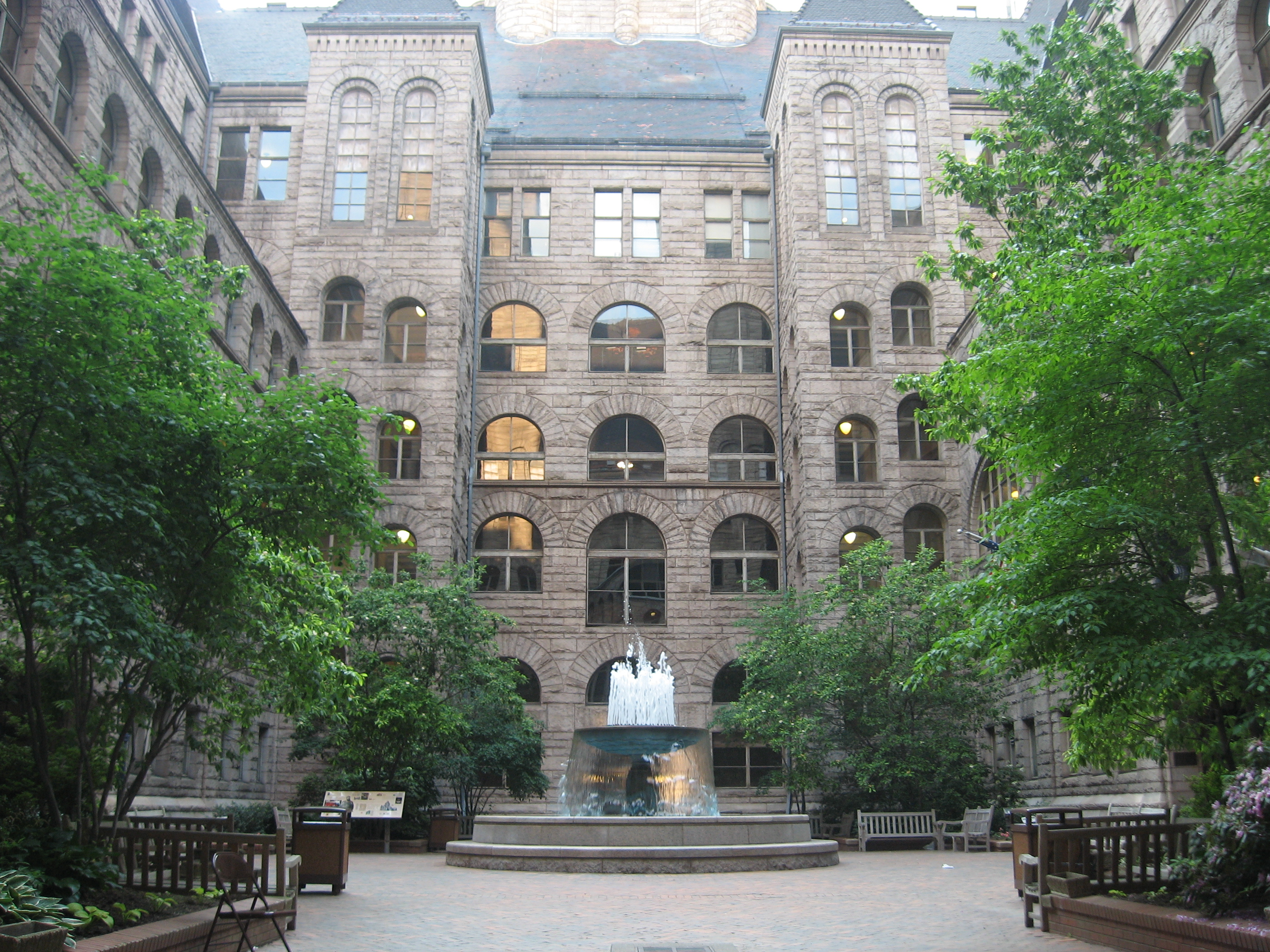
Patio del Palacio de Justicia
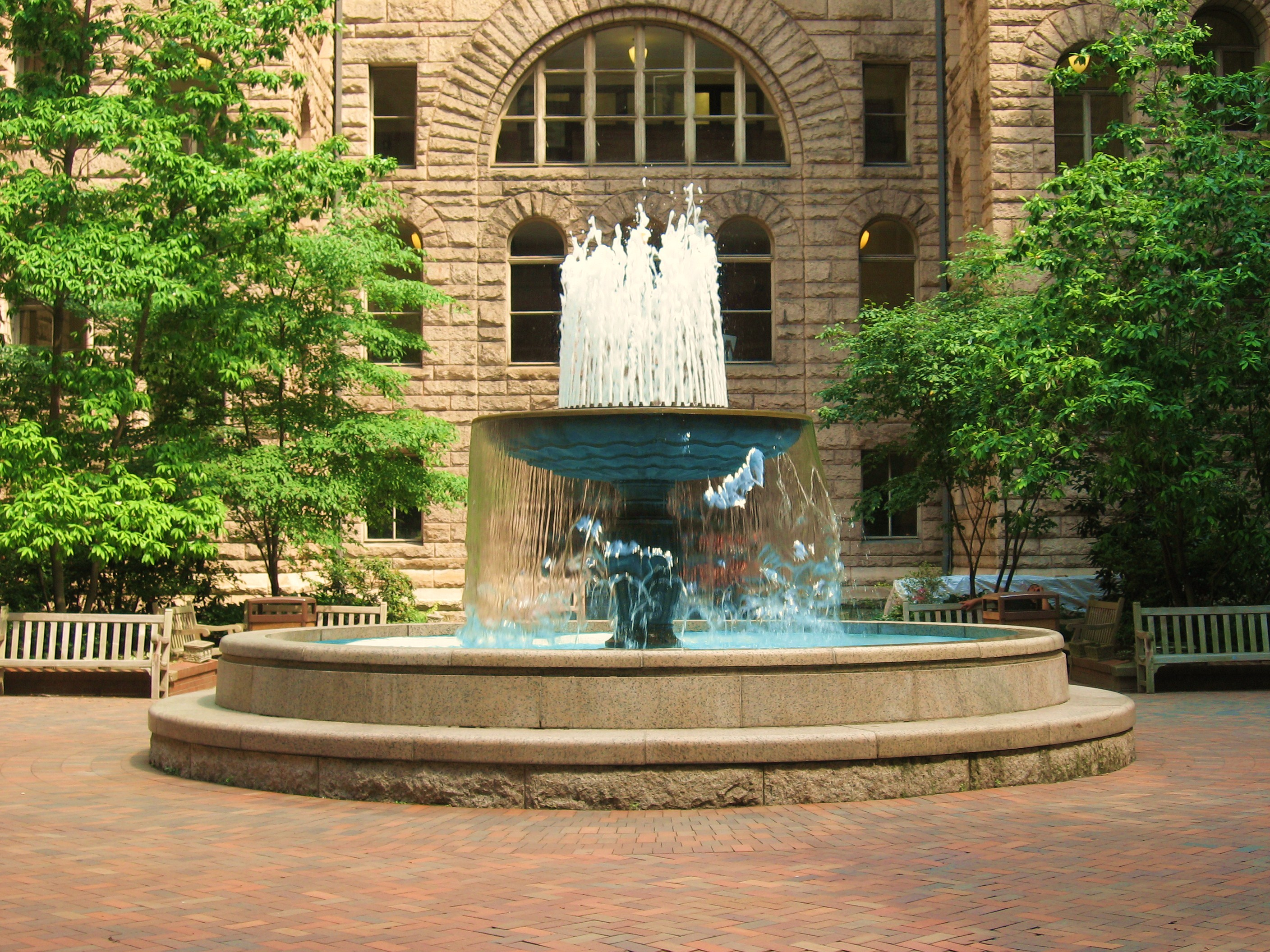
Fuente en el Patio
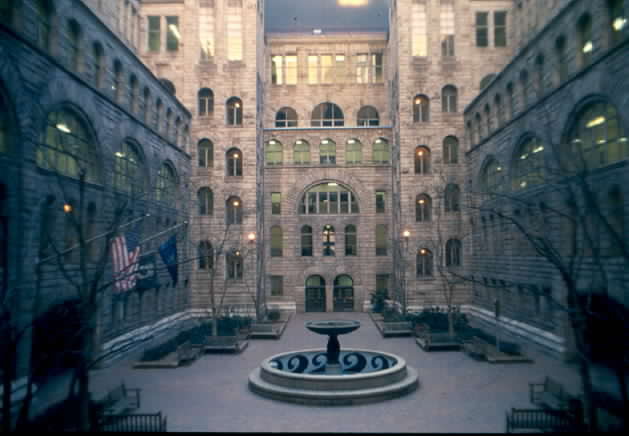
Patio interior
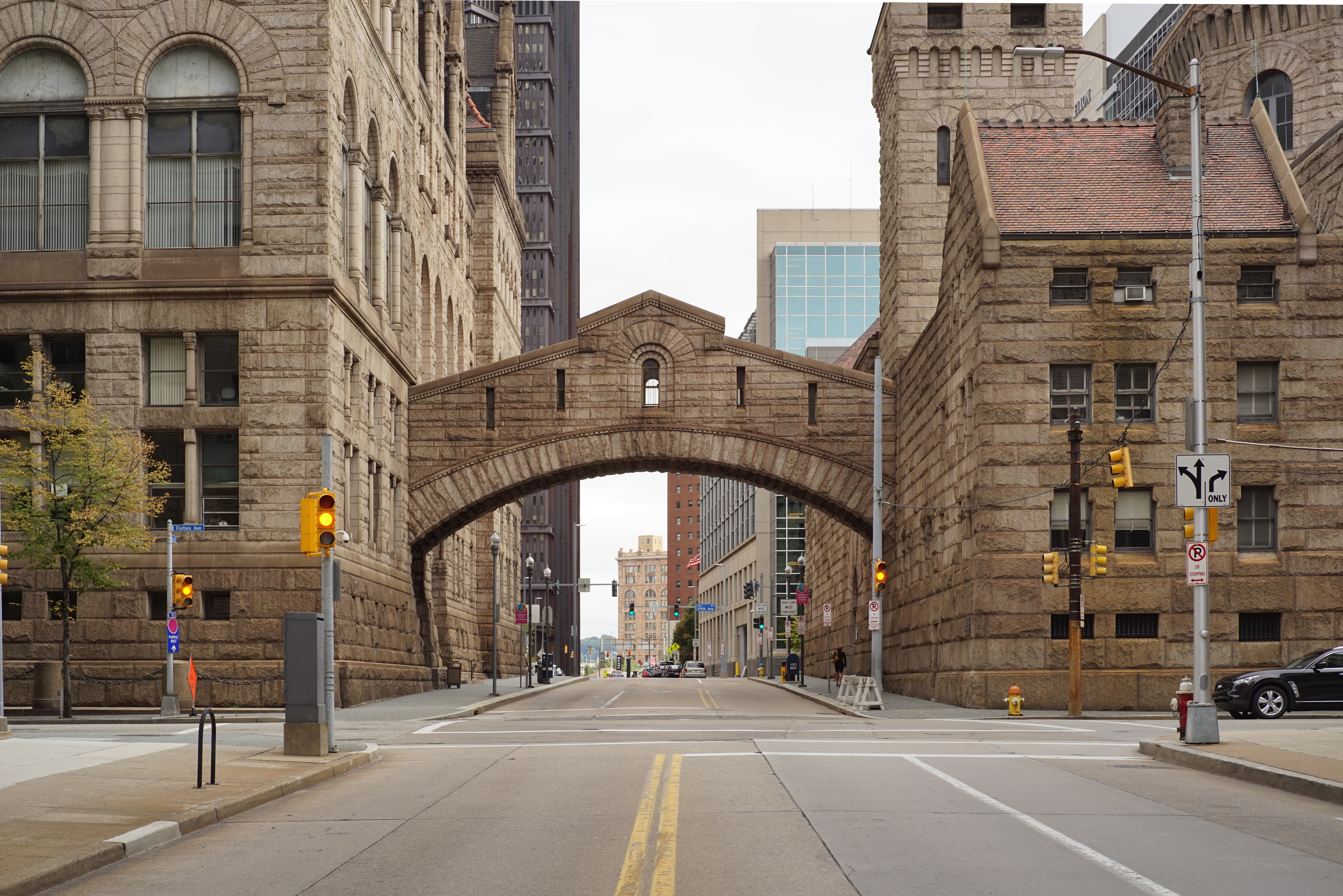
Puente de los Suspiros
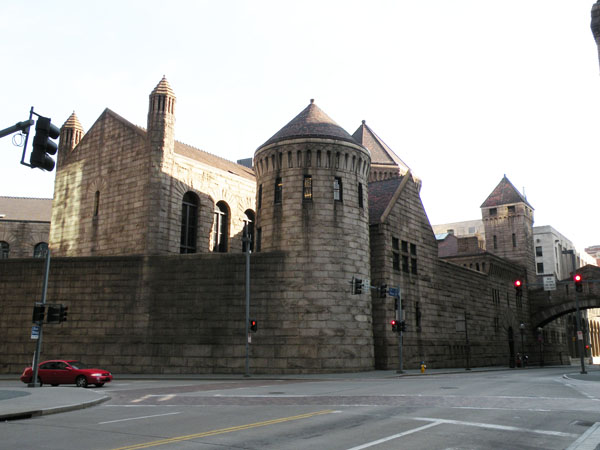
La antigua cárcel del condado de Allegheny